# Epidesmia perfabricata
Epidesmia perfabricata är en fjärilsart som beskrevs av Walker 1861. Epidesmia perfabricata ingår i släktet Epidesmia och familjen mätare. Inga underarter finns listade i Catalogue of Life.

## Bildgalleri

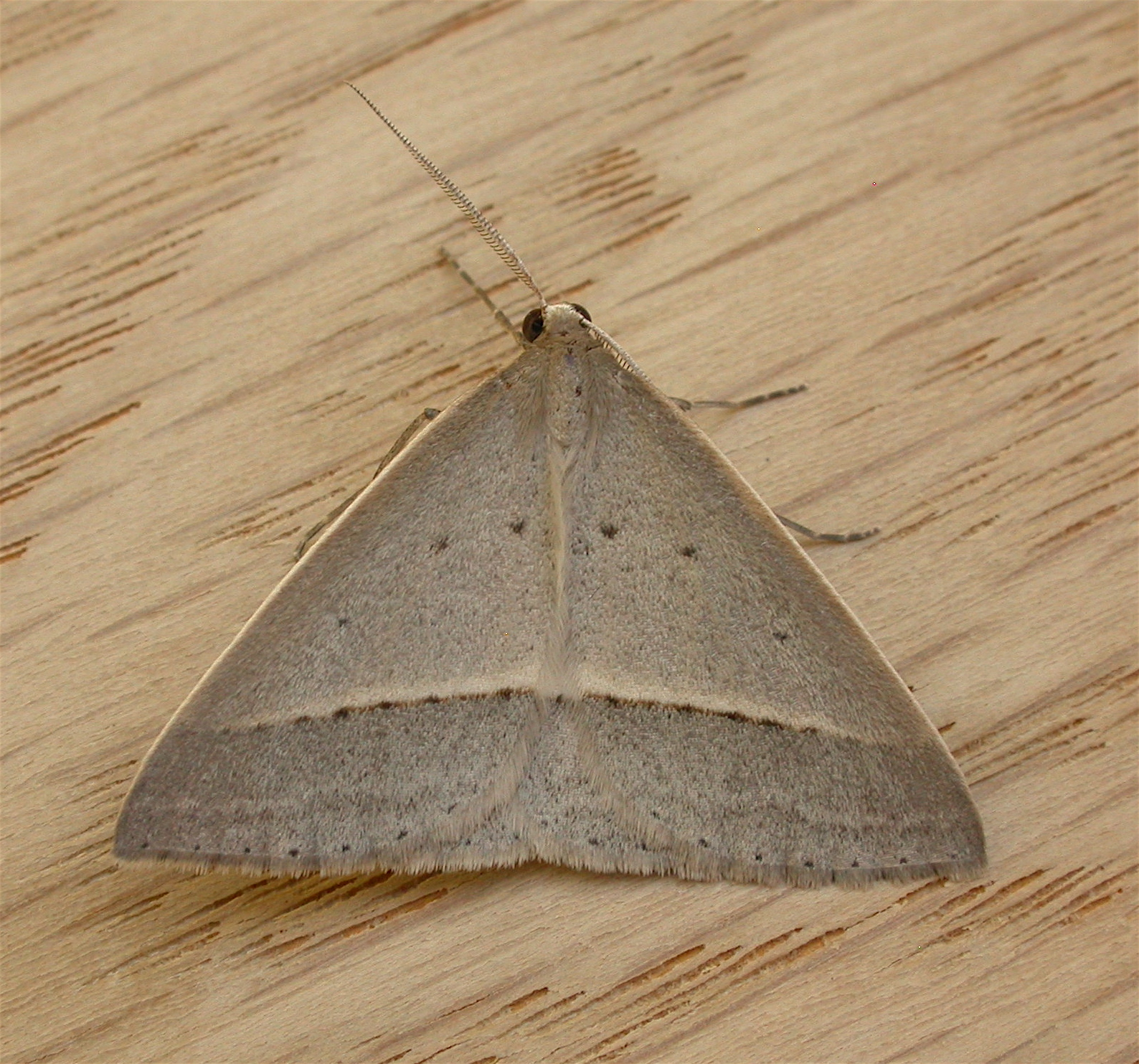